# Posaunenwerk der Evangelisch-lutherischen Landeskirche Hannovers
Das Posaunenwerk der Evangelisch-lutherischen Landeskirche Hannovers wurde 1898 gegründet. Von 1956 bis 2002 war das  Posaunenwerk ein Arbeitsbereich im Amt für Gemeindedienst, dem heutigen Haus kirchlicher Dienste Hannover. Seit 2004 ist es ein Arbeitsbereich im Evangelischen Zentrum für Gottesdienst und Kirchenmusik im Michaeliskloster an der St. Michael-Kirche zu Hildesheim. Im Posaunenwerk sind 13.000 ehrenamtliche Bläser in 670 Chören organisiert.

## Geschichte
Das Posaunenwerk wurde 1898 als Verband gegründet und widmete sich neben dem CVJM der Jugendarbeit, die zugleich auch Männerarbeit war. 1933/34 trennte sich das Posaunenwerk von den Landeskirchlichen Gemeindediensten und wurde durch Eingliederung in den Verband ev. Posaunenchöre gleichgeschaltet. Der Verband wurde Mitglied des Reichsverbandes für Ev. Kirchenmusik und unterstand der Reichskulturkammer. Die hannoverschen Kirchenchöre bestanden als Landesverband fort. Im Jahr 1948 fand der Landesverband unter dem Namen Posaunenwerk der Evangelisch-lutherischen Landeskirche Hannovers seinen Weg zur Kirche zurück. Nachdem das Posaunenwerk in das Lutherhaus, Hauptsitz des Amtes für Gemeindedienst, gezogen war, stellte es 1956 den Antrag auf Eingliederung in das Amt für Gemeindedienst. Zunächst wurde das Posaunenwerk nur Verwaltungstechnisch an das AfG angeschlossen, das mit der Geschäftsführung betraut wurde. Später wurde es ein Arbeitsbereich im AfG. Ab 1981 war es ein Arbeitsbereich im Haus für Gottesdienst und Kirchenmusik (Hanns-Lilje-Haus) im Amt für Gemeindedienst, später Posaunenwerk im Hanns-Lilje-Haus im Arbeitsgebiet Männerarbeit im AfG. Aufgrund von Umstrukturierungen im Haus kirchlicher Dienste (früher Amt für Gemeindedienst) wurde das Posaunenwerk abgegeben. Seit 2004 ist das Posaunenwerk ein Arbeitsbereich im Evangelischen Zentrum für Gottesdienst und Kirchenmusik im Michaeliskloster in Hildesheim.

## Aufgaben
Zu den Aufgaben des Werkes zählen die Aus-, Fort- und Weiterbildung von Chorleitern, die Abnahme von Prüfungen als D- oder C-Posaunenchorleiter und das Organisieren von Freizeiten. Das Werk stellt Arbeitsmaterialien zur Verfügung und fördert die Arbeit der Posaunisten und Chöre in der Landeskirche. Die Chöre spielen zu verschiedensten Anlässen Konzerte. Das Werk hilft mit Leihinstrumenten, Zuschüssen und Beihilfen den ehrenamtlichen Musikern, ihre Musik auszuüben.

## Struktur
Der Verein ist in sieben Bezirke gegliedert, jedem Bezirk steht ein Landesposaunenwart vor. Im Zentrum für Gottesdienst und Kirchenmusik an der Kirche St. Michael Hildesheim ist die Geschäftsstelle untergebracht, die von dem Landesobmann oder dem Landespastor für die Posaunenchorarbeit geleitet wird.
Der Landesposaunenrat und der Förderverein Posaunenwerk Hannover e. V. begleiten die Arbeit. Die Evangelisch-lutherische Landeskirche Hannovers ist Mitglied des Ev. Posaunendienstes Deutschland e. V. (EPiD), die sich aus der Mitgliedschaft ergebenden Rechte nimmt das Posaunenwerk für die Landeskirche wahr.